# Аркадівський заказник
Аркадівський — ботанічний заказник місцевого значення. Об'єкт розташований на території Шевченківської селищної громади Куп'янського району Харківської області, село Аркадівка.
Площа — 22,9 га, статус отриманий у 2007 році. 

## Історія
Рішенням XIV сесії Харківської обласної ради XXII скликання від 20.11.1997 «Про резервування для
наступного заповідання природних територій та об'єктів» було запроєктовано створення ботанічного заказника площею 360 га вздовж р. Великий Бурлук між селами Новий Бурлук та Аркадівка. На цій території за даними наукових досліджень потребують охорони угруповання справжніх, заболочених та засолених заплавних луків. Тут трапляються угруповання рослин із Зеленої книги України, види, занесені до Червоної книги України та регіональних охоронних списків. Однак, не вся ця територія набула заповідного статусу. 
Рішенням Харківської обласної ради від 08.02.2007 № 172 оголошено ботанічний заказник «Аркадівський» площею 22,9 га. В той же час Рішенням ІІ сесії Харківської обласної ради XXIV скликання від 21.05.2002 «Про затвердження Програми формування національної екологічної мережі в області на 2002-2015 роки» заплановано створити ще один ботанічний заказник «Великобурлуцька заплава» площею 30 га. в околицях с. Аркадівка, який не набув заповідного статусу до цього часу.  

## Опис
Охороняється ділянка луків, стариць та заплавних лісів у заплпві річки Великий Бурлук. Тут трапляються види рослин, занесені до Червоного списку Харківської області: бодяк їстівний, хартолепсіс середній, кермек донецький, медовий осот солонцевий, родовик лікарський, шолудивник пухнастоколосий.